# Charente-Maritime
Charente-Maritime este un departament în vestul Franței, situat în regiunea Noua Aquitania. Este unul dintre departamentele originale ale Franței create în urma Revoluției din 1790. Este numit după râul omonim care îl traversează căruia îi este adăugată mențiunea Maritime pentru a il diferenția de departamentul alăturat - Charente.

## Localități selectate

### Prefectură
- La Rochelle

### Sub-prefecturi
- Jonzac
- Rochefort
- Saintes
- Saint-Jean-d'Angély

### Alte orașe
- Royan

## Diviziuni administrative
- 5 arondismente;
- 51 cantoane;
- 472 comune;